# Ferdinand Zylka
Ferdinand Zylka (* 11. April 1998 in Berlin) ist ein deutscher Basketballspieler, der bei den Basketball Löwen Braunschweig unter Vertrag steht.

## Laufbahn
Zylka spielte in der Jugend für den TuS Lichterfelde und für RSV Eintracht/IBBA Berlin, ehe er 2013 zu Alba Berlin wechselte. Dort kam er in der Jugend-Basketball-Bundesliga, Nachwuchs-Basketball-Bundesliga sowie in der zweiten Herrenmannschaft (erste Regionalliga) zum Einsatz. Zudem besuchte er das Sportgymnasium in Hohenschönhausen. Zur Saison 2016/17 wurde ihm eine Doppellizenz ausgestellt, die ihm Spiele für den SSV Lok Bernau in der 2. Bundesliga ProB gestattete. Im März 2017 gab er im Duell mit Würzburg sein Debüt für Alba Berlin in der Basketball-Bundesliga.
Ende Januar 2018 verließ er Berlin und Bernau, als er zum thüringischen Bundesligisten Rockets (vormals Oettinger Rockets) wechselte. Zylka wurde bis zum Ende der Saison 2017/18 in elf Bundesliga-Spielen (Punkteschnitt: 2,5) eingesetzt, verpasste mit der Mannschaft aber den Bundesliga-Klassenerhalt.
Ende Juni 2018 wurde Zylka vom Bundesligisten Mitteldeutscher BC verpflichtet. Neben Einsätzen in der Bundesliga wurde er auch beim Kooperationspartner BSW Sixers in der ProB eingesetzt. Anfang September 2020 wechselte er innerhalb der Bundesliga zu den Gießen 46ers. Mit den Mittelhessen verfehlte er den Klassenverbleib, der sportliche Abstieg stand im Mai 2021 fest. Zylka erzielte in der Bundesliga-Saison 2020/21 in 29 Einsätzen im Schnitt 4,9 Punkte.
Im Sommer 2021 einigte er sich mit dem Zweitligisten PS Karlsruhe auf einen Vertrag. Mit seinem Wechsel nach Brüssel in der Sommerpause 2022 schloss sich Zylka erstmals einen Verein im Ausland an. Im März 2023 wechselte Zylka innerhalb Belgiens zu den Antwerp Giants. Mannschaftsübergreifend erzielte er in der belgisch-niederländischen BNXT-Liga in 31 Einsätzen im Durchschnitt 14,2 Punkte je Begegnung.
Mit seinem Wechsel nach Braunschweig in der Sommerpause 2023 kehrte Zylka in die Bundesliga zurück.

### Nationalmannschaft
Er nahm mit der deutschen U16-Nationalmannschaft an der Europameisterschaft 2014 teil, 2016 bestritt er mit der U18-Auswahl des Deutschen Basketball Bundes die U18-EM und errang mit der Mannschaft den vierten Platz. Im Juli 2017 war Zylka bei der U19-Weltmeisterschaft mit 11,7 Punkten pro Spiel bester Korbschütze der deutschen Auswahl. Anfang Juni 2018 wurde Zylka in die U20-Nationalmannschaft berufen, mit der er im Folgemonat den dritten Platz bei der Heim-EM im sächsischen Chemnitz erreichte und im Turnierverlauf 6,3 Punkte pro Spiel erzielte. 2019 wurde er in die A2-Nationalmannschaft berufen und schloss mit dieser im Juli 2019 die Teilnahme an der Sommeruniversiade in Neapel auf dem fünften Rang ab.